# Verwaltungsgemeinschaft Zabeltitz

Lage der Verwaltungsgemeinschaft Zabeltitz im Landkreis Meißen (Stand: 30. September 2009)

Die Verwaltungsgemeinschaft Zabeltitz war von 2000 bis 2009 eine Verwaltungsgemeinschaft im Freistaat Sachsen zwischen den Gemeinden Zabeltitz und Wildenhain. Durch die Eingemeindung von Wildenhain nach Großenhain erfolgte die sachbezogene Auflösung der Verwaltungsgemeinschaft zum 1. Oktober 2009.
Bis 2008 gehörte die Verwaltungsgemeinschaft zum Landkreis Riesa-Großenhain, nach der Kreisreform zum Landkreis Meißen. Das ehemalige Gemeinschaftsgebiet liegt in der Großenhainer Pflege sowie in der Röderaue. Das Gebiet wird von der Großen Röder durchflossen. Nördlich des ehemaligen Gemeinschaftsgebietes liegt die Grenze zum Land Brandenburg, im Osten wurde es von der Bundesstraße 101 durchquert.